# Rajdowe Mistrzostwa Europy 1958

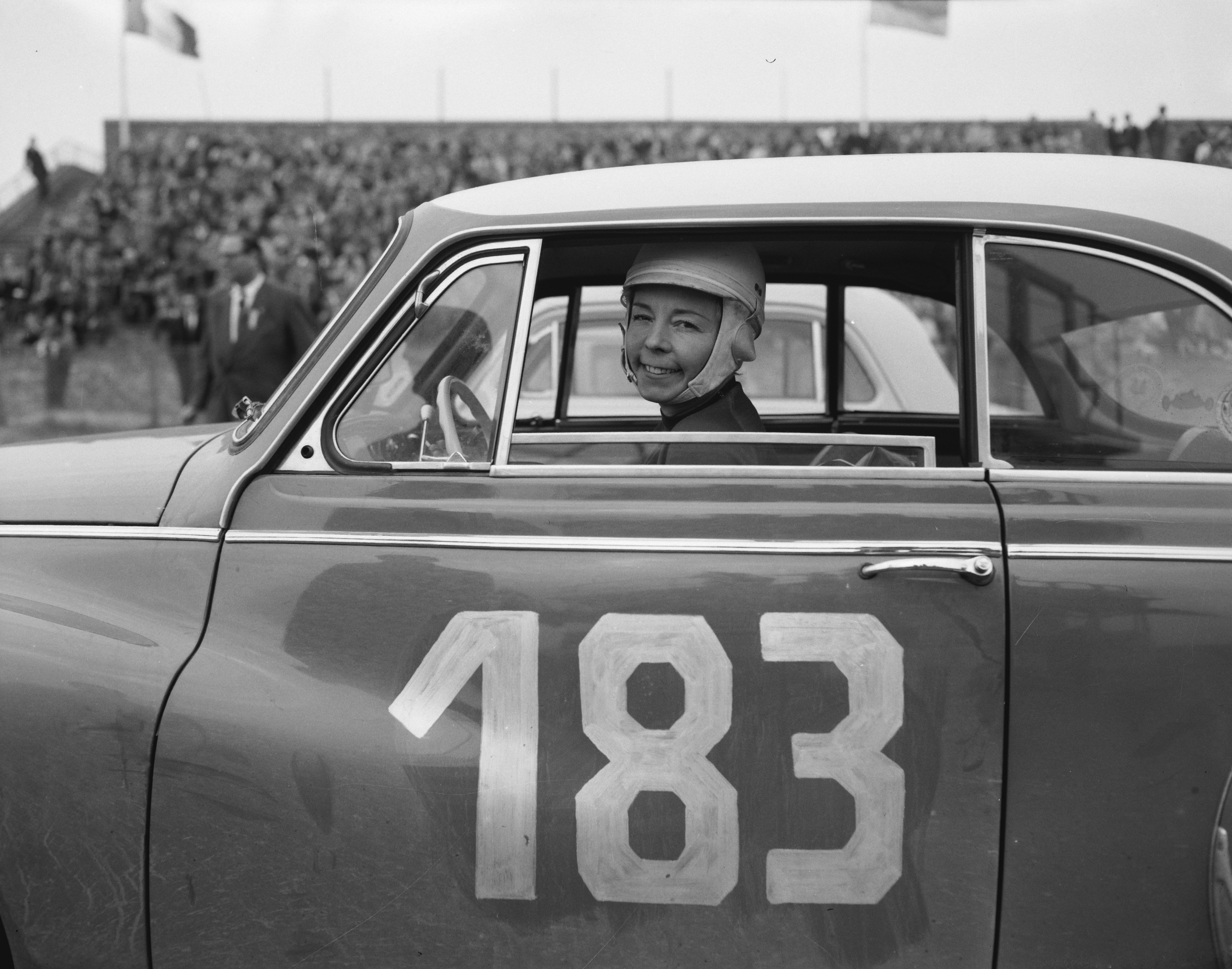
Zdobywczyni 4 miejsca w Rajdzie Tulipanów 1958 Francuzka Madeleine Blanchoud w samochodzie Auto Union 1000

Sezon Rajdowych Mistrzostw Europy 1958 był 6 sezonem Rajdowych Mistrzostw Europy (FIA European Rally Championship). Składał 11 rajdów, rozgrywanych w Europie.

## Kalendarz[1]
| Runda | Data           | Nazwa rajdu                                         | Zwycięzca        | Wyniki |
| ----- | -------------- | --------------------------------------------------- | ---------------- | ------ |
| 1     | 21-29 stycznia | 27. Rallye Automobile de Monte-Carlo                | Jacques Feret    | Wyniki |
| 2     | 24-28 lutego   | 9. Automobilistico Int. del Sestriere               | Lanzo Cussini ?  | Wyniki |
| 3     | 11-15 marca    | 7. RAC international Rally of Great Britain         | Peter Harper     | Wyniki |
| 4     | 3-6 kwietnia   | 6. Rajd Akropolu                                    | Luigi Villoresi  | Wyniki |
| 5     | 26-30 kwietnia | 10. Internationale Tulpenrallye                     | Günther Kolwes   | Wyniki |
| 6     | 15-18 maja     | 2. AvD/ADAC Deutschland Rallye                      | Bernard Consten  | Wyniki |
| 7     | 11-13 czerwca  | 9. Svenska Rallyt till Midnattssolen                | Gunnar Andersson | Wyniki |
| 8     | 7-12 lipca     | 19. Critérium Int. de la Montagne - Coupe des Alpes | Bernard Consten  | Wyniki |
| 9     | 18-22 sierpnia | 7. Rallye Adriatique                                | Gunnar Andersson | Wyniki |
| 10    | 28-31 sierpnia | 17. Liège-Rome-Liège                                | Bernard Consten  | Wyniki |
| 11    | 19-21 września | 8. Viking Rally                                     | Arne Ingier      | Wyniki |

## Klasyfikacja kierowców[1]
| Msc. | Kierowca         | MON | ITA | GBR | GRE | NLD | GER | SWE | FRA | JUG | BEL | NOR | Punkty |
| ---- | ---------------- | --- | --- | --- | --- | --- | --- | --- | --- | --- | --- | --- | ------ |
| 1    | Gunnar Andersson |     |     |     | 3   |     | 3   | 1   |     | 1   |     |     | 32.0   |
| 2    | Bernard Consten  |     |     |     |     |     | 1   |     | 1   |     | 1   |     | 23.0   |
| 2    | Riess Max        |     |     |     |     | 2   | 2   |     | 3   | 5   |     |     | 23.0   |

| Kolor     | Opis                   |
| --------- | ---------------------- |
| Złoty     | Zwycięzca              |
| Srebrny   | 2. miejsce             |
| Brązowy   | 3. miejsce             |
| Zielony   | Punktowane miejsce     |
| Niebieski | Ukończył nie punktował |
| Fioletowy | Nie ukończył NU        |
| Czarny    | Wykluczony X           |
| Biały     | Nie wystartował NW     |
| Puste     | Nie brał udziału       |

| Msc. | Kierowca         | MON | ITA | GBR | GRE | NLD | GER | SWE | FRA | JUG | BEL | NOR | Punkty |
| ---- | ---------------- | --- | --- | --- | --- | --- | --- | --- | --- | --- | --- | --- | ------ |
| 1    | Gunnar Andersson |     |     |     | 3   |     | 3   | 1   |     | 1   |     |     | 32.0   |
| 2    | Bernard Consten  |     |     |     |     |     | 1   |     | 1   |     | 1   |     | 23.0   |
| 2    | Riess Max        |     |     |     |     | 2   | 2   |     | 3   | 5   |     |     | 23.0   |

| Kolor     | Opis                   |
| --------- | ---------------------- |
| Złoty     | Zwycięzca              |
| Srebrny   | 2. miejsce             |
| Brązowy   | 3. miejsce             |
| Zielony   | Punktowane miejsce     |
| Niebieski | Ukończył nie punktował |
| Fioletowy | Nie ukończył NU        |
| Czarny    | Wykluczony X           |
| Biały     | Nie wystartował NW     |
| Puste     | Nie brał udziału       |